# 35324 Orlandi
35324 Orlandi este un asteroid din centura principală de asteroizi.

## Descriere
35324 Orlandi este un asteroid din centura principală de asteroizi. A fost descoperit pe 7 martie 1997 la Observatorul San Vittore din Bologna. Asteroidul prezintă o orbită caracterizată de o semiaxă mare de 3,14 ua, o excentricitate de 0,25 și o înclinație de 21,4° în raport cu ecliptica.